# Гумуш, Давид Маркович
Дави́д Ма́ркович Гуму́ш (1899 — 1980, Севастополь) — советский краевед, караимский общественный деятель и переводчик.

## Биография
Родился в 1899 году в караимской семье. В 1918 году окончил Александровское караимское духовное училище в Евпатории. Ученик Ш. М. Тиро и А. И. Катыка. Желая продолжить образование, вместе со своим сокурсником по духовному училищу М. И. Авахом поступил в 7-й класс Евпаторийской мужской казённой гимназии, которую окончил в 1920 году.
К караимскому просветительскому движению присоединился после выхода на пенсию, в 1960-х годах. Вместе с С. И. Кушуль, Б. Я. Кокенаем, С. М. Шапшалом и другими инициировал попытку возрождения подобия былой общинной организации под эгидой изучения караимской истории и сохранения памятников караимской старины. Занимался сбором материалов по истории, этнографии, фольклору караимов, вёл переписку с исследователями, учёными, периодическими изданиями, государственными и научными организациями. Являлся одним из немногих представителей караимской элиты, знакомых с религиозным культом и владеющих древнееврейским языком. Известны его переводы сочинений А. С. Фирковича, И.-С. Луцкого, Э. Дейнарда. По поручению руководства Крымского отдела Института археологии АН УССР выполнил перевод на русский язык книги «Сэфер Авне Зиккарон» Авраама Фирковича. Публикация этого перевода обсуждалась в переписке с ГПБ имени М. Е. Салтыкова-Щедрина, Академией наук УССР. Также Д. М. Гумуш перевёл работу Эфраима Дейнарда «Толедот Абэн Решеф», посвящённую биографии А. С. Фирковича. Среди других переводов известны биография рабби Исаака бен Шеломо, написанная гахамом Б. С. Бобовичем, выдержки из книг «Ор ха-Левана» Исаака б. Шеломо, «Бене Решеф» П. Смоленскина, письма И. И. Казаса, Т. С. Леви-Бабовича, Я. М. Кокеная.
В конце 1960-х годов предпринял попытку расшифровки древнееврейских надписей на штукатурке херсонесской «базилики 1935 года». Однако, из-за слабого знакомства с еврейской и греческой палеографией, все предложенные им варианты прочтения граффити оказались неверными.
Д. М. Гумуш был автором нескольких статей по караимоведению. В рамках сотрудничества с археологом Е. В. Веймарном и Крымским отделом ИА АН УССР написал статью «Мангуп и караимы», где впервые ввёл в научный оборот «Песнь о Мангупе» из караимской меджумы, связанную с оставлением караимами этого города. Также известны статьи: «О караимских памятниках», «Караимское кладбище Мангупа». Статья «Вся его жизнь поиск» была написана в качестве реакции на материал ТАСС об А. С. Фирковиче в газете «Крымская правда».
Умер в 1980 году в Севастополе.

## Наследие
Оставшийся после смерти архив Д. М. Гумуша передан в августе 1998 года его внуком Михаилом Севастопольской ассоциации крымских караимов «Фидан». Систематизация материалов архива была проведена силами караимского общества и специалистами-историками. В составе документов выделены несколько групп: фольклорные материалы, работы других авторов и рукописные материалы, биографические данные о караимах-участниках исторических событий (русско-турецкой войны, гражданской войны, октябрьской революции и первых лет советской власти, Великой Отечественной войны и др.), книги, копии редких статей по истории и этнографии караимов, фотодокументы, личная переписка с различными организациями, музеями, архивами Советского Союза, библиотеками. В 2015—2016 году за средства субсидии социально-ориентированным некоммерческим организациям города Севастополя архив Д. М. Гумуша был оцифрован Национально-культурным обществом караимов Севастополя «Фидан».
Рукопись Д. М. Гумуша о расшифровке надписей на фресках из «Базилики 1935 года», датированная 1970 годом, хранится в архиве музея-заповедника «Херсонес Таврический». 